# Chris Amon
Christopher Arthur Amon MBE (20. července 1943 Bulls – 3. srpna 2016 Rotorua) byl novozélandský závodní jezdec, pilot Formule 1.
V 60. a 70. letech byl aktivní v závodech Formule 1. Byl pověstný svojí smůlou v závodech Formule 1. Bývalý technický ředitel týmu Ferrari Mauro Forghieri uvedl, že byl zdaleka nejlepším zkušebním jezdcem, se kterým jsem kdy pracoval.
V roce 1974 měl na krátkou dobu ve Formuli 1 i svůj vlastní tým. Na rozdíl od Formule 1 byl úspěšný v závodech sportovních automobilů. Společně s Brucem McLarenem v roce 1966 vyhrál závod 24 hodin závodu Le Mans.